# Задний сегмент

1 — Склера. 2 — Сосудистая оболочка. 3 — Канал Шлемма. 4 — Корень радужки. 5 — Роговица. 6 — Радужка. 7 — Зрачок. 8 — Передняя камера глаза. 9 — Задняя камера глаза. 10 — Цилиарное тело. 11 — Хрусталик. 12 — Стекловидное тело. 13 — Сетчатка. 14 — Зрительный нерв. 15 — Зонулярные волокна.

Задний сегмент глаза занимает задних 2/3 глазного яблока, включает в себя переднюю гиалоидную мембрану и все структуры, находящиеся за ней: стекловидное тело, сетчатку, хориоидею, зрительный нерв.